# Shooting Stars (canción)
«Shooting Stars» —en español: «Estrellas fugaces»— es una canción de la banda australiana Bag Raiders. La canción aparece originalmente en el EP de la banda, Turbo Love, en 2008. El año después, la canción fue lanzada como un sencillo de su álbum de debut epónimo Bag Raiders. Aunque la canción fue lanzada y posicionada en Australia en 2009, la canción no alcanzó su posición allí hasta 2013. Recibió la atención internacional en febrero de 2017 cuando la canción se convirtió en una parte de un popular fenómeno de Internet. La canción alcanzó el número 11 en la lista de Billboard Dance/Electronic Songs y número 9 en el Billboard Bubbling Under Chart ese año.

## Historia
En una entrevista con The Sydney Morning Herald, Jack Glass, un miembro de la banda, dijo que el sencillo lo inspiró a crear su álbum homónimo, afirmando que «la gente amaba Shooting Stars tanto y nos gustó esa dirección de la composición y el desarrollo de una sensibilidad pop nosotros mismos, también». Jack también dijo que la banda también tocó la mitad de la canción en los clubes antes de que la banda se diera cuenta de que «la gente le gustaba y quería oír todo».

## Composición
La canción se compone en sol sostenido menor. El coro de la canción solo se reproduce al final de la canción. El bajista se cambia entre los dos miembros de la banda en el verso y el coro.

## Recepción
Andrew Murfett de The Sydney Morning Herald Describió la canción como «peppy track» y comparó la canción con obras de Daft Punk.

## Revival
En 2013, «Shooting Stars» fue utilizado en Australia's Got Talent, que llevó a la canción que entraba en el top 40 de la ARIA Singles Chart casi cuatro años después de que fue lanzado originalmente debido a las descargas.
Después de la muerte de Harambe el gorila en mayo de 2016, un tributo animado con la canción difundida en Internet. En 2017, la canción recibió una mayor atención internacional cuando la canción se convirtió en una parte de un popular meme de Internet. El video que impulsó la popularidad del meme fue un upload en Reddit titulado «Fat man does amazing dive». En el meme, la canción suele ir acompañada de personas que caen con fondos surrealistas y espaciales. Chris Stracey, un miembro de la banda, reaccionó al meme, diciendo: «Al principio estábamos como, ok, esto es gracioso, supongo, pero realmente no lo entendí, así que pensé «bien, lo que sea». Sin embargo, cuando lo empecé a ver un tema común, como el tipo grande que salta del puente al río, fue la primera de las cosas más recientes que realmente me atrapó. ¡Muy bueno! Ese y el de Lady Gaga son muy divertidos» [en referencia a un mashup con la actuación de Gaga en el Espectáculo de medio tiempo del Super Bowl LI]..
La canción y su correspondiente meme fue presentado tiempo después en el video musical de la canción de Katy Perry, «Swish Swish».
New York Magazine se refirió al meme como el «primer gran meme post-Vine». Mientras tanto, Daily Dot comparó el meme con el video viral del 2010 de Neil Cicierega, «Brodyquest».
El 6 de diciembre de 2017, Shooting Stars (junto con el popular meme asociado a la canción) aparece en YouTube Rewind 2017.

## Lista de canciones
12" maxi
1. «Shooting Stars» – 3:55
2. «Shooting Stars» (Siriusmo Remix) – 5:30
3. «Shooting Stars» (Kris Menace Remix) – 7:29
4. «Shooting Stars» (In Flagranti Remix) – 6:38
5. «Shooting Stars» (Elephante Cover) - 5:02
6. «Shooting Stars» (Onderkoffer Remix) - 3:13

## Versiones
La canción fue versionada por Hidden Cat en 2009. La canción fue cubierta más adelante por el productor house progresivo estadounidense Elephante en 2014.

## Posicionamiento en listas
| Listas (2009)          | Mejor posición |
| ---------------------- | -------------- |
| Australia (ARIA)       | 62             |
| Australia Dance (ARIA) | 12             |

| Listas (2013)          | Mejor posición |
| ---------------------- | -------------- |
| Australia (ARIA)       | 38             |
| Australia Dance (ARIA) | 6              |

| Listas (2017)                               | Mejor posición |
| ------------------------------------------- | -------------- |
| Austria (Ö3 Austria Top 40)                 | 56             |
| Canadá (Canadian Hot 100)                   | 91             |
| Francia (SNEP)                              | 93             |
| Alemania (Media Control AG)                 | 55             |
| Estados Unidos (Bubbling Under Hot 100)     | 9              |
| Estados Unidos (Hot Dance/Electronic Songs) | 11             |

| Listas (2009)                    | Mejor posición |
| -------------------------------- | -------------- |
| Australian Artist Singles (ARIA) | 43             |
| Hottest 100 (Triple J)           | 18             |

## Apariciones en otros medios
La canción fue aparecido durante los créditos finales de la Temporada 1, Episodio 6 de la serie HBO How to Make It in America. En 2011, Madeon presentó la canción en su mashup, «Pop Culture». La canción también aparece en la banda sonora de NBA 2K16, en el playlist «Around the World».